# Anton But
Anton Nikołajewicz But, ros. Антон Николаевич Бут, ukr. Антон Миколайович Бут - Anton Mykołajowycz But (ur. 3 lipca 1980 w Charkowie) – rosyjski hokeista pochodzenia ukraińskiego, reprezentant Rosji.
Jego syn Daniił (ur. 2005) także został hokeistą.

## Kariera klubowa
- Łokomotiw 2 Jarosław (1996-1999)
- Łokomotiw Jarosław (1999-2006)
- SKA Sankt Petersburg (2006-2008)
- CSKA Moskwa (2008-2009)
- SKA Sankt Petersburg (2009-2011)
- Mietałłurg Magnitogorsk (2011-2012)
- Jugra Chanty-Mansyjsk (2012-2013)
- Łokomotiw Jarosław (2013)
- Dizel Penza (2013)
- Siewierstal Czerepowiec (2014/2015)

Wychowanek klubu Drużba-78 Charków. Od września 2012 roku zawodnik Jugry Chanty-Mansyjsk. Od maja 2013 roku ponownie zawodnik Łokomotiwu Jarosław, związany rocznym kontraktem. W grudniu 2013 wystawiony na listę transferową i przekazany do klubu filialnego Dizel Penza. 31 grudnia 2013 zwolniony z Łokomotiwu. Od końca grudnia 2014 zawodnik Siewierstali Czerepowiec i przekazany do Iżstali Iżewsk.
Uczestniczył w turniejach mistrzostw Europy juniorów do lat 18: 1998, mistrzostw świata juniorów do lat 20 2000, mistrzostw świata w 2001.

## Sukcesy
Reprezentacyjne
- Srebrny medal mistrzostw świata juniorów do lat 20: 2000

Klubowe
- Złoty medal mistrzostw Rosji: 2002, 2003 z Łokomotiwem
- Brązowy medal mistrzostw Rosji: 1999, 2005 z Łokomotiwem
- Drugie miejsce w Pucharze Kontynentalnym: 2003 z Łokomotiwem
- Puchar Spenglera: 2010 ze SKA